# Johannes Aurifaber (Vratislaviensis)
Jo(h)annes Aurifaber (também: Goldschmidt; Breslávia, 30 de janeiro de 1517 — Breslávia, 19 de outubro de 1568) foi um teólogo luterano e reformador alemão. Irmão mais novo do médico Andreas Aurifaber muitas vezes assinava seu nome como Vratislaviensis (de Breslávia) para distinguir-se do companheiro teólogo contemporâneo Johannes Aurifaber Vimariensis (de Weimar).

## Biografia
Ele iniciou seus estudos de Línguas e Filosofia em Wittenberg, em 1534, e mais tarde se interessou por Teologia, formando uma amizade próxima e duradoura, com Filipe Melâncton. Depois de se graduar em 1538, passou doze anos como docente na universidade, e em seguida, recebeu seu doutorado em Teologia, foi nomeado professor de teologia e pastor da igreja de São Nicolau em Rostock. Distinguiu-se por sua disposição conciliatória, ganhou a confiança especial de João Alberto I, Duque de Mecklenburg, e tomou parte importante em 1552 na elaboração da constituição da igreja de Mecklenburg. Resolveu também alguns litígios religiosos na cidade de Lübeck.
Em 1553 Alberto, Duque da Prússia, ansioso para superar as disputas internas na igreja prussiana causadas pela discussão das doutrinas de Andreas Osiander, convidou Aurifaber para ir até Königsberg. No ano seguinte nomeou-o professor de teologia da Universidade de Königsberg e presidente da diocese de Samland. Aurifaber dedicou-se à tarefa de pacificação e, em setembro de 1554, presidiu um sínodo geral convocado com a finalidade de se chegar a um compromisso entre as facções. O clero paroquial, no entanto, viu com desconfiança a chegada de um estranho que não estava totalmente isento de suspeita da mancha osiandriana, e o sínodo não conseguiu firmar um compromisso.
Aurifaber persistir ainda em seus esforços de conciliação, convocou um segundo sínodo em Riesenburg em 1556, e conseguiu obter da facção osiandrina uma retratação de suas doutrinas radicais, sem, contudo, satisfazer ambas as partes. Sua impopularidade aumentou ainda mais em consequência da publicação, em 1558, de uma nova ordem na igreja da Prússia, cuja elaboração e edição Aurifaber esteve intimamente envolvido e encontrou bastante resistência na sua oposição à prática ou exorcismo no batismo.
Muitos clérigos se recusaram a subscrever as novas portarias e recorreu-se à prisão e à expulsão, medidas que eram repugnantes para Aurifaber, o que tornou sua função desmotivadora para ele. Em 1565, Aurifaber renunciou e voltou para Breslávia, onde, em 1567, tornou-se pastor na igreja de Santa Isabel e inspetor das igrejas e escolas luteranas. Morreu ali, em 19 de outubro de 1568.